# Progression
「Progression」（プログレッション）は、影山ヒロノブの69枚目のシングル。2009年11月25日にLantisから発売された。

## 概要
表題曲「Progression」は、プレイステーション3とXbox 360専用のゲームソフト『ドラゴンボール レイジングブラスト』のオープニングテーマである。CDジャケットには、超サイヤ人の孫悟空とブロリーが描かれている。

## 収録曲
（全作詞：森由里子、作曲・編曲：山本健司）
1. Progression [3:58]
  - PS3、Xbox 360ゲーム『ドラゴンボール レイジングブラスト』オープニングテーマ
2. Road of the Promise〜約束の道〜 [4:48]
3. Progression（instrumental）
4. Road of the Promise〜約束の道〜（instrumental）